# 1962 في أستراليا

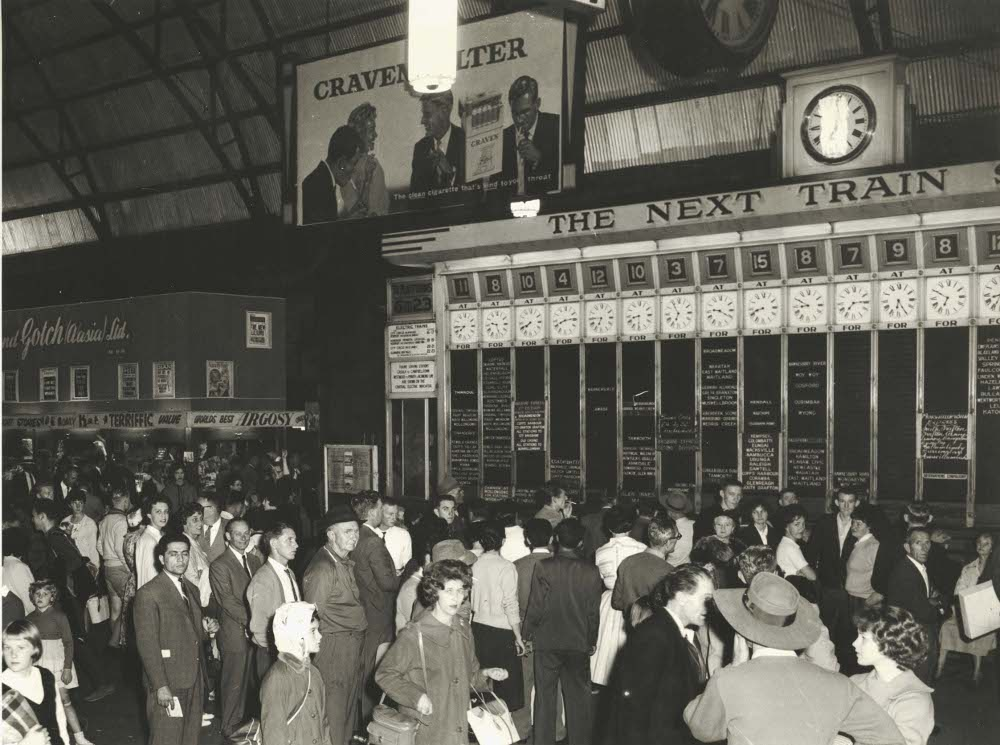
القطار التالي في ...

فيما يلي قوائم الأحداث التي وقعت خلال عام 1962 في أستراليا.

## أحداث
- 22 نوفمبر – دورة ألعاب الكومنولث والإمبراطورية البريطانية 1962

## سياسة

### انتهاء فترة المنصب
- 24 أكتوبر – هيربرت فير إيفات Chief Justice of New South Wales [الإنجليزية]‏.

## مواليد

### فبراير
- 1 فبراير – داميان كيو لاعب كرة سلة أسترالي.
- 22 فبراير – ستيف إروين

### مايو
- 27 مايو – راي بورنر لاعب كرة سلة أسترالي.

### يوليو
- 16 يوليو – كيفن ماجي متسابق دراجات نارية أسترالي.

### سبتمبر
- 15 سبتمبر – سكوت مكنيل ممثل كندي.
- 17 سبتمبر – باز لورمان

### أكتوبر
- 17 أكتوبر – جون دورج لاعب كرة سلة أسترالي.
- 18 أكتوبر – كريغ أيه ميلر لاعب كرة مضرب أسترالي.
- 23 أكتوبر – لوري واردر لاعب كرة مضرب أسترالي.

### نوفمبر
- 30 نوفمبر – بول جون هوغان مخرج أفلام أسترالي.

## وفيات

### يونيو
- 6 يونيو – توم فيليس (مواليد 1934) متسابق دراجات نارية أسترالي.